# Wiesa (Thermalbad Wiesenbad)
Wiesa ist ein Ortsteil der sächsischen Gemeinde Thermalbad Wiesenbad im Erzgebirgskreis.

## Geografie

### Lage
Wiesa liegt etwa 3 Kilometer nördlich von Annaberg im Erzgebirge. Die Ortslage erstreckt sich beiderseits der hier nahezu in West-Ost-Richtung verlaufenden Zschopau.
Durch den Ort führt die Staatsstraße 261 Bundesstraße 95–Wiesenbad, über Kommunalstraßen bestehen zudem Anschlüsse an die südlich verlaufende Bundesstraße 101 Annaberg–Freiberg sowie an die Nachbarorte Schönfeld und Neundorf.

### Nachbarorte
| Schönfeld | Neundorf                                    | Wiesenbad   |
|           | Kompassrose, die auf Nachbargemeinden zeigt | Plattenthal |
|           | Annaberg                                    |             |

## Geschichte

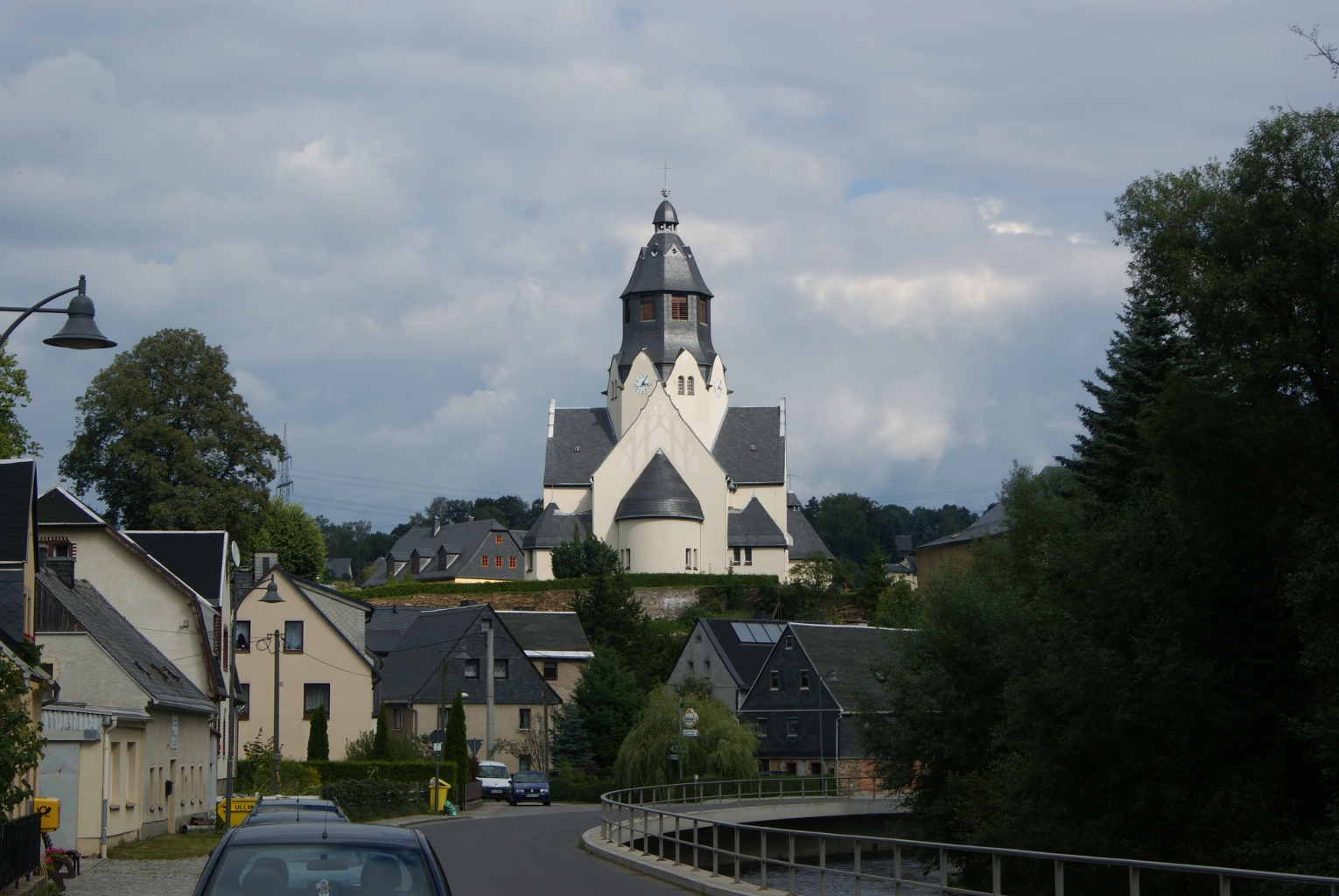
Blick aus Westen zur St.-Trinitatis-Kirche

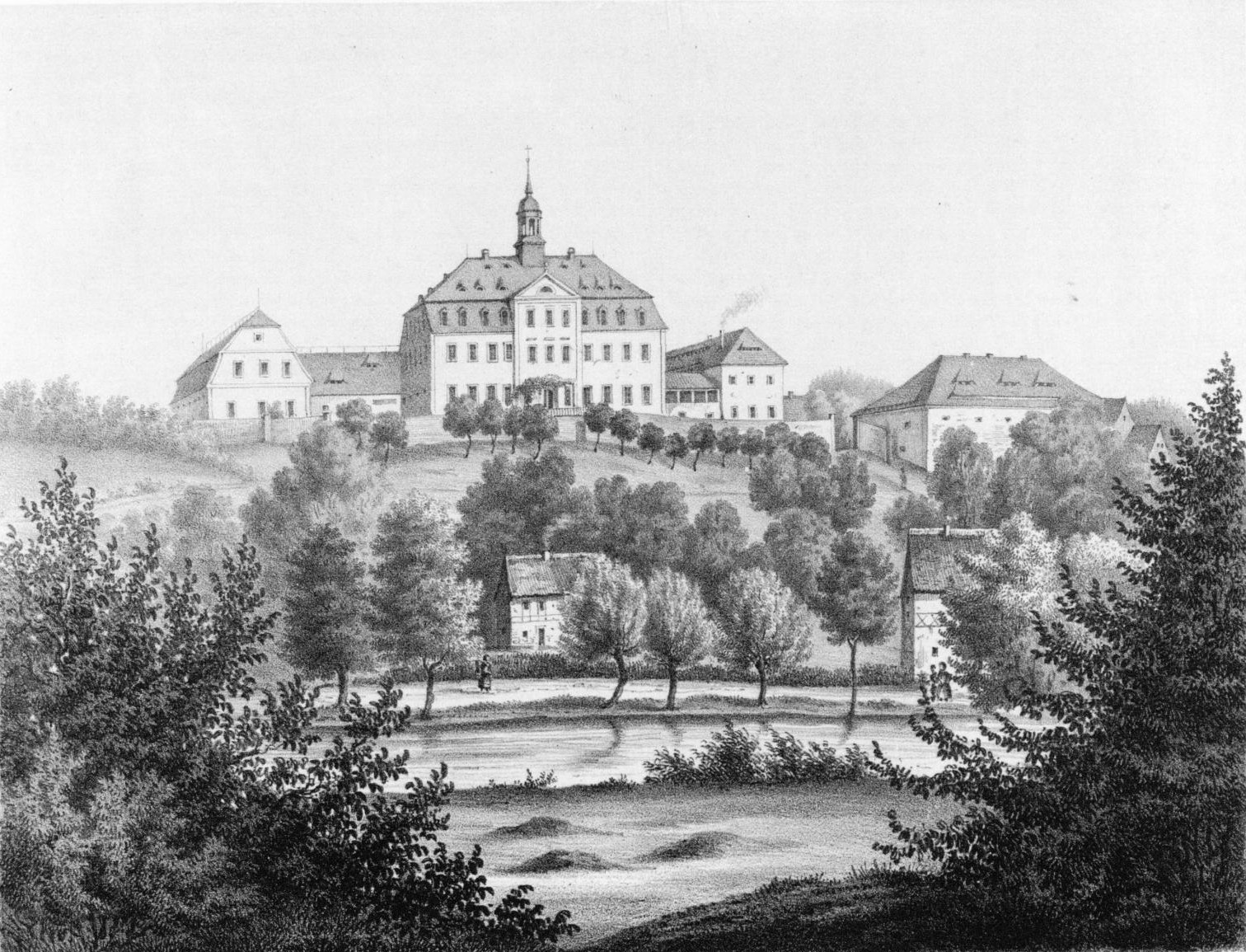
Rittergut Wiesa (um 1860)

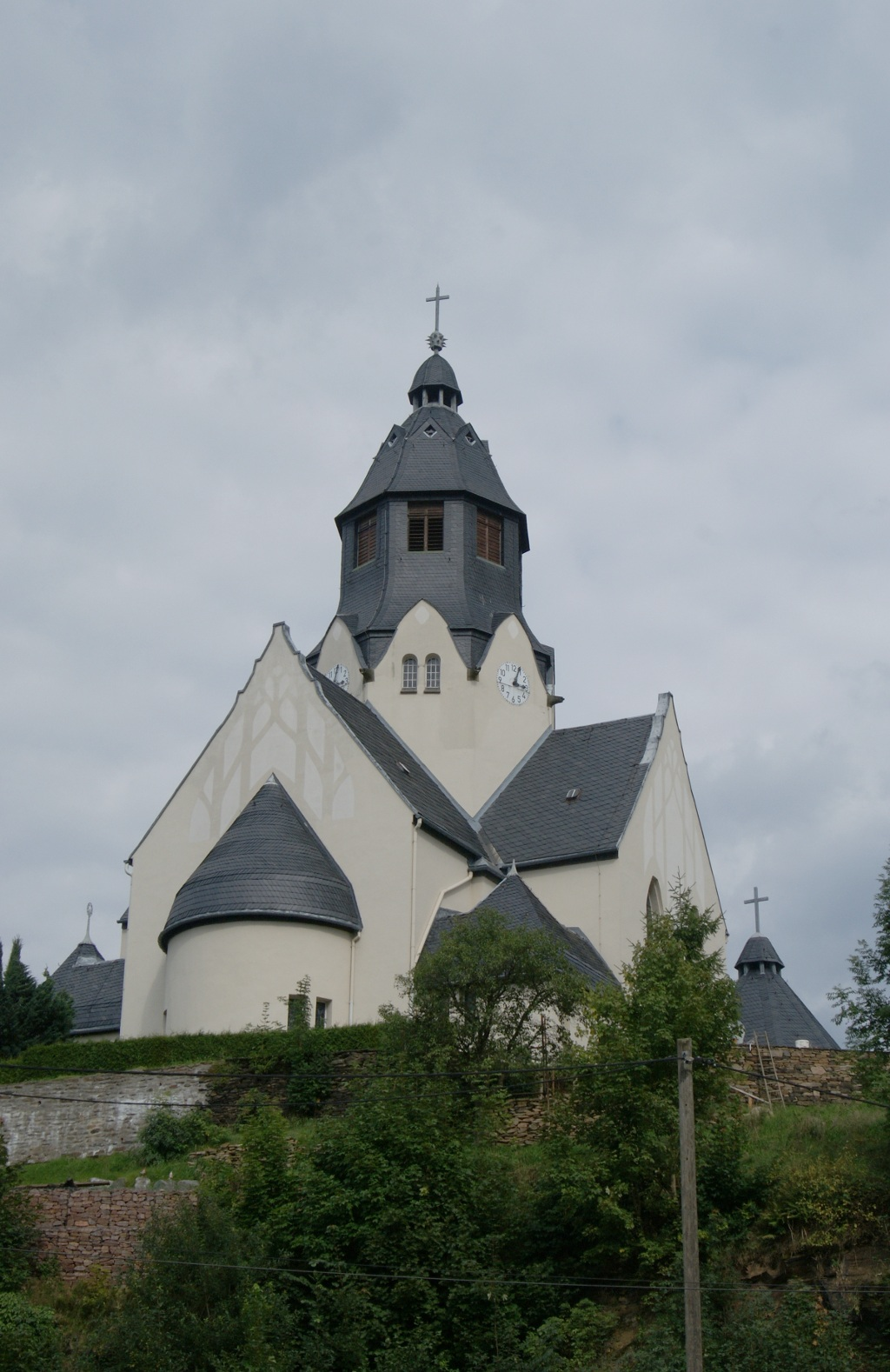
Nahaufnahme von St. Trinitatis

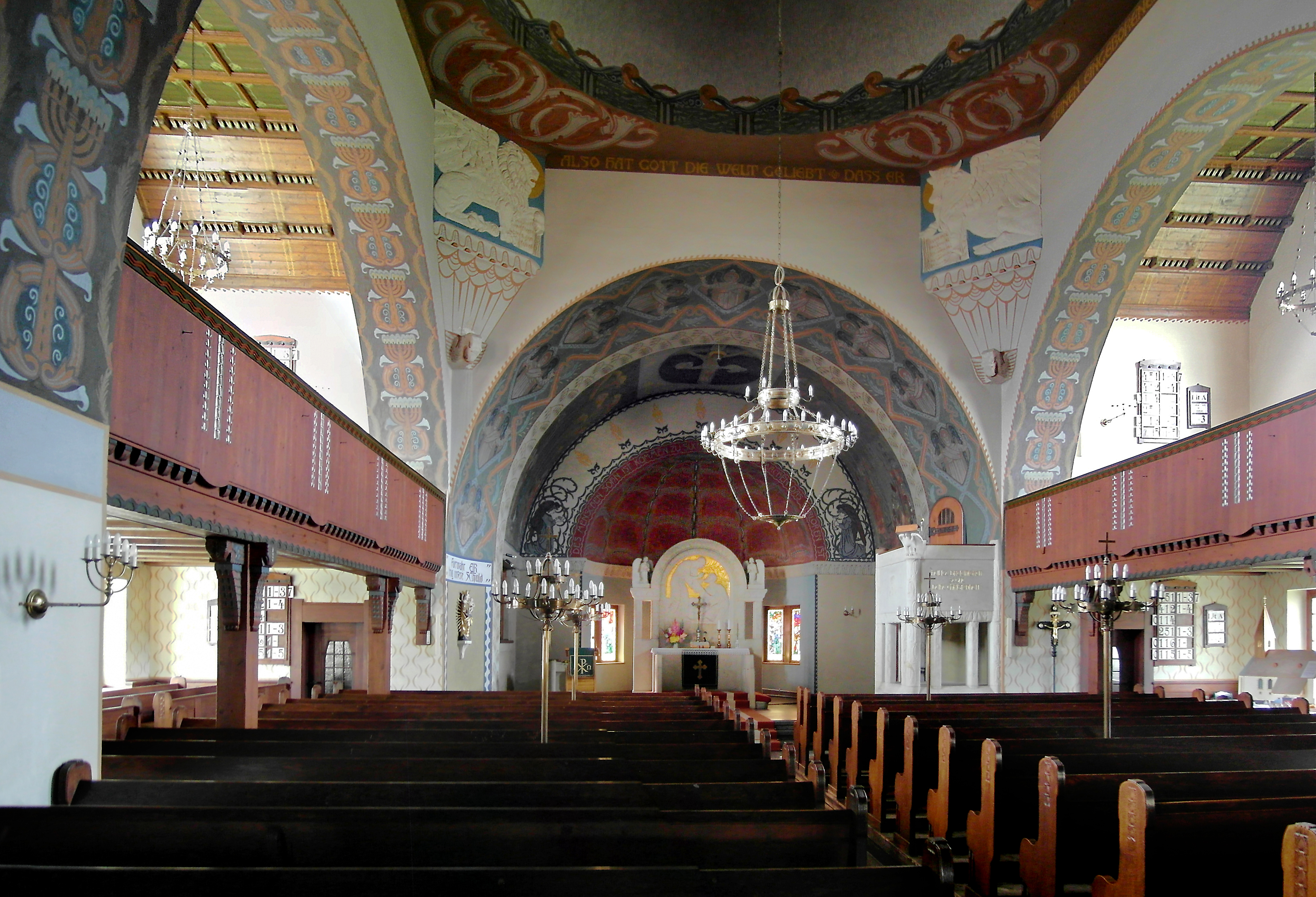
St. Trinitatis, Jugendstil (1904)

Die erste urkundliche Erwähnung datiert von 1452 als zcu der Weßen, bereits 1389 wird ein Henschyl von der Weßen erwähnt.

Im 15. Jahrhundert erfuhr Wiesa durch den Silberbergbau einen enormen Bevölkerungszuwachs. Relikte dieser Zeit, in Form von zahlreichen Stollen, sind noch heute im Ort sichtbar, so z. B. der Lindenstollen. 1539 kaufte der Rechenmeister Adam Ries das „Vorwerk bei der Wiesen“, die heute zu Annaberg-Buchholz gehörende „Riesenburg“. Am 30. Januar 1762 gründete sich die Berggrabebrüderschaft Wiesa, welche heute noch als Traditionsverein „Bergbrüderschaft Wiesa“ e. V. besteht. August Schumann nennt 1825 im Staats-, Post- und Zeitungslexikon von Sachsen Wiesa mit Wiesenbad betreffend u. a.: 

„Wiesa enthält gegen 125 Bewohner (1803 wurden nur 856 Consumenten angegeben, vielleicht ohne einige Häuser und abgelegene Bergfreiheiten) […]. Im Dorfe sind 2 Mühlen nebst einer Bretmühle. […] Trotz dem trefflichen Flachsbau ist doch der Gewinn vom Feldbau nicht bedeutend, da die mäßig große Flur zum Theil auf steilen und steinigen Bergen liegt; viel lohnender ist die Viehzucht; 1801 gab man zwar nur 268 Kühe an – jetzt sind aber weit mehr hier, und mit Einschluß des Rittergutes wohl an 400. Einige Bauern, besonders in Südwest, besitzen gute und tiefe Teiche. Ehedem gab es, wie noch viele Halden und Bingen zeigen, starken Bergbau hier. Das weibliche Geschlecht klöppelt viel und seine Spitzen, welche in Annaberg debitiert werden; das männliche arbeitet zum Theil in den Annaberger Zechen.“

Der Ort gehörte bis 1856 zum Amt Wolkenstein. Die am 1. Februar 1866 eröffnete Zschopautalbahn führt zwar durch das Ortsgebiet, Wiesa erhielt aber an ihr keine eigene Bahnstation. Erst 1908 wurde die Stationsbezeichnung des Schönfelder Bahnhofs – von dem von 1888 bis 1967 die Schmalspurbahn nach Geyer abzweigte – in Schönfeld-Wiesa geändert. Der Bahnhof Schönfeld-Wiesa lag jedoch über 1 Kilometer westlich der Ortsmitte von Wiesa.

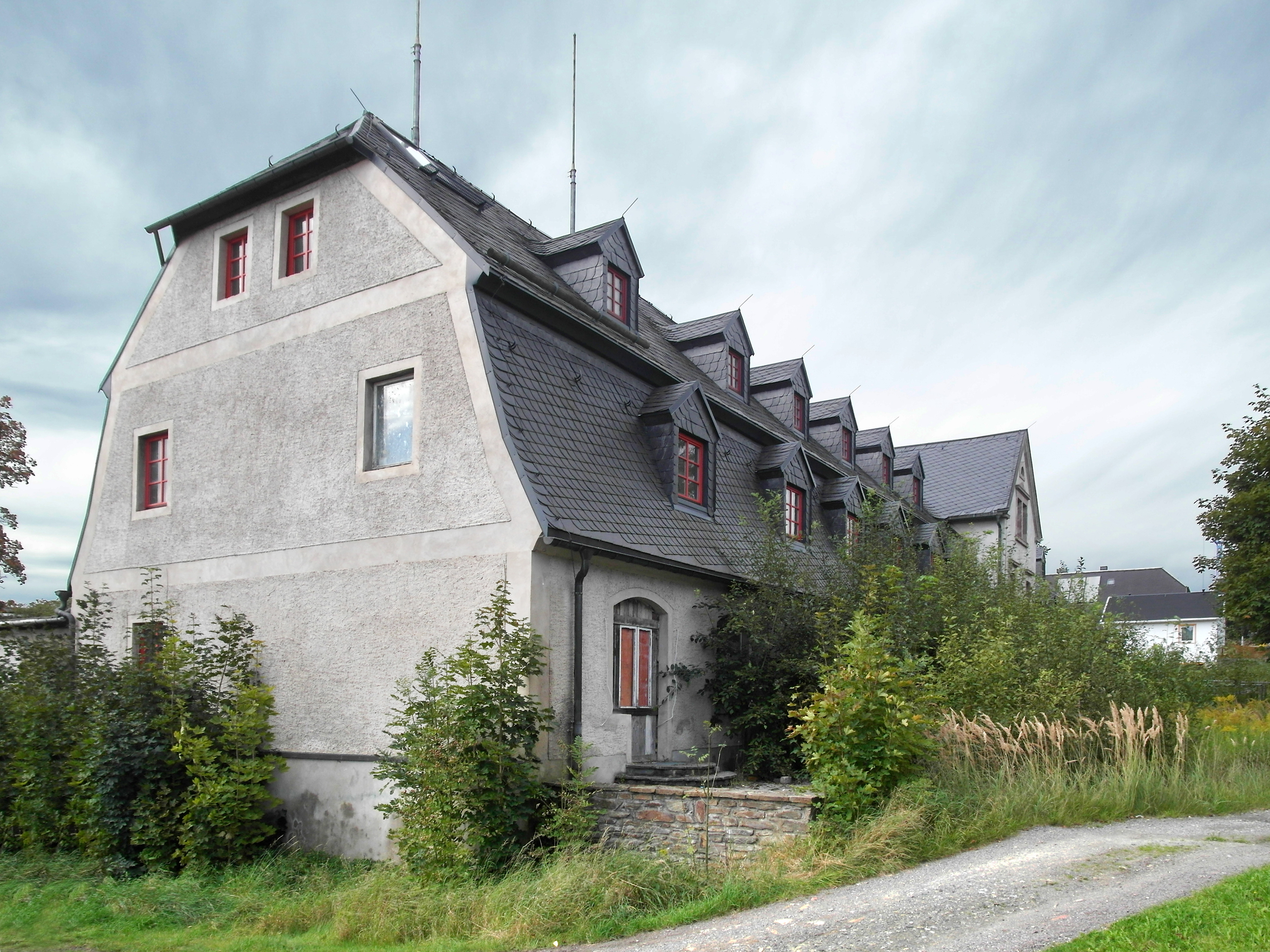
Rittergut, ehem. Wirtschaftsgebäude 2017

1902–04 wurde St. Trinitatis erbaut. Der Entwurf des im Jugendstil errichteten Baus stammt vom Dresdner Architekturbüro Schilling & Graebner. Die Orgel lieferte Jehmlich Orgelbau Dresden. Ehedem soll Wiesa bereits eine Kirche besessen haben.
1936 wurde dem Ort Wiesa das Rittergut Wiesa von der Gemeinde Schönfeld zugeordnet.
Der ortsansässige VEB Geräte- und Werkzeugbau Wiesa, der Anfangs zum Gerätebaukombinat Königswartha und später ab 1979 zum VEB Kombinat Spezialtechnik gehörte, fertigte während der DDR-Zeit Handfeuerwaffen.
Zum 1. April 1998 erfolgte die Umgliederung von 154,16 ha Gemeindegebiet mit 62 Einwohnern zur Stadt Annaberg-Buchholz. Am 1. Januar 1999 erfolgte der Zusammenschluss der bis dahin eigenständigen Gemeinden Neundorf, Schönfeld, Wiesa und Wiesenbad zur neuen Gemeinde Wiesa. Am 1. Januar 2005 erfolgte die Umbenennung der Gemeinde in Thermalbad Wiesenbad.
Zum 1. April 2007 wurde der Bahnhof zugunsten des wenig später etwa in Ortsmitte neu eingerichteten Haltepunktes „Wiesa (Erzgeb)“ aufgelassen, heute existiert von den ehemals umfangreichen baulichen Anlagen nur noch das Empfangsgebäude.

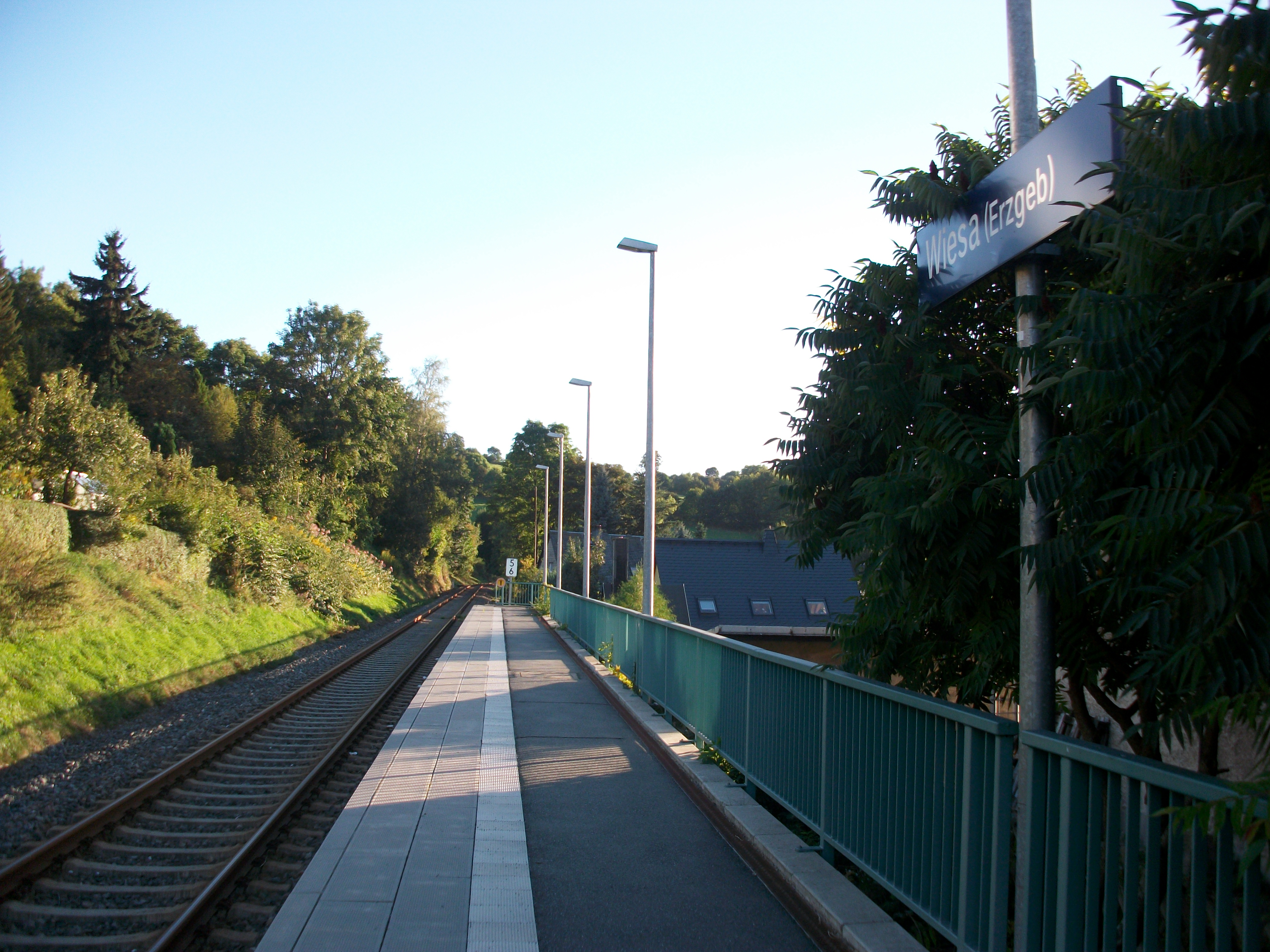
Haltepunkt Wiesa (Erzgeb) (2016)
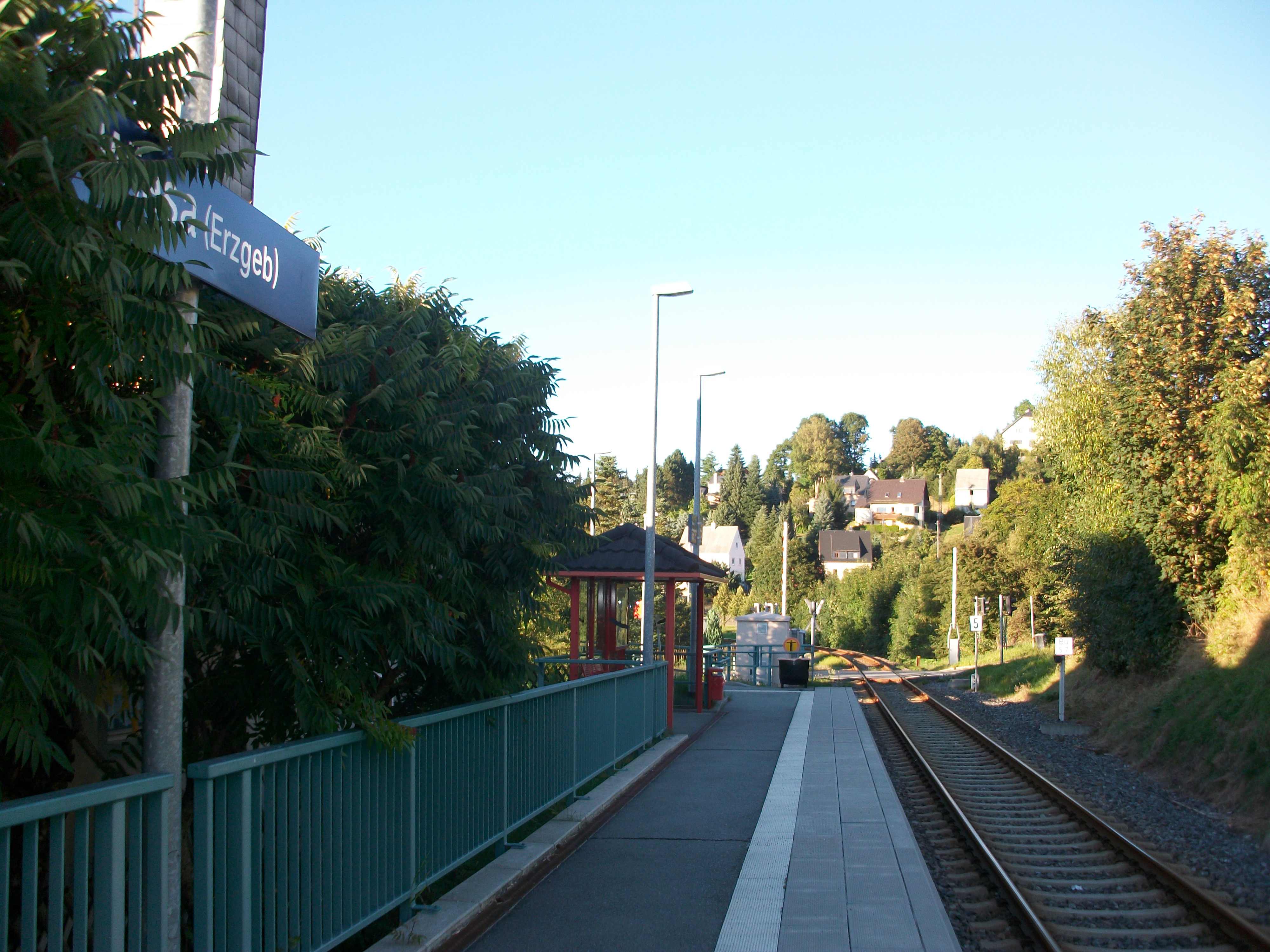
Haltepunkt Wiesa (Erzgeb) (2016)

## Entwicklung der Einwohnerzahl
| Jahr   | Einwohnerzahl                              |
| ------ | ------------------------------------------ |
| 1551 1 | 89 besessene Mann und Häusler, 43 Inwohner |
| 1764 1 | 30 besessene Mann, 45 Häusler, 17 ¾ Hufen  |
| 1834 1 | 1136                                       |
| 1871 1 | 1722                                       |
| 1890 1 | 2451                                       |

| Jahr   | Einwohnerzahl |
| ------ | ------------- |
| 1910 1 | 2905          |
| 1925 1 | 2979          |
| 1939 1 | 3018          |
| 1946 1 | 3079          |
| 1950   | 2072          |

| Jahr | Einwohnerzahl |
| ---- | ------------- |
| 1964 | 2016          |
| 1990 | 1552          |
| 1998 | 1419          |

## Söhne und Töchter des Ortes
- Otto Fiedler (1931–2013), Physiker
- Martha Weber (1904–1998), erzgebirgische Dichterin
- Christoph Wonneberger (* 1944), evangelischer Pfarrer